# Retrat triple de Carles I
Retrat triple de Carles I, també anomenat Carles I en tres posicions, és una obra de 1635 d'Anton van Dyck pintada a l'oli sobre llenç amb unes dimensions de 84,5 × 99,7 cm. Actualment es conserva al Castell de Windsor a Windsor (Berkshire).

## Història
El quadre va ser un encàrrec del principal mecenes i protector d'Anton van Dyck, el rei Carles I d'Anglaterra, a qui ja li havia realitzat diversos retrats. Però en aquest cas no es tractava d'enaltir la figura del monarca o plasmar el seu poder sobre un llenç, en aquesta ocasió el treball anava a ser enviat a Roma perquè el famós escultor italià Gian Lorenzo Bernini pogués realitzar un bust en marbre del monarca anglès. El bust era un regal del papa Urbà VIII al rei amb la fervent esperança que milloressin les relacions entre l'Església catòlica Romana i l'Església d'Anglaterra.
A pesar que el bust es va perdre en l'incendi del Palau de Whitehall en 1698, se sap que la peça va ser presentada en 1637 i lloada per la seva exquisida execució i gran semblant al rei.
Tant va agradar que Carles I va recompensar a Bernini amb un valuós anell de diamants.
El quadre va estar en mans dels descendents de Bernini fins a 1802 que va ser venut a un marxant britànic. L'obra va tornar a Anglaterra i va ser exhibida en la British Institution. En 1822 va ser adquirida per formar part de la Col·lecció Real i actualment es conserva al Castell de Windsor.

## Descripció
En l'obra es representa al rei Carlos I de mig cos i en tres posicions diferents: Perfil dret, de front i tres quartes parts del perfil esquerre.
El tipus de vestit, els seus colors i els colls d'encaix són diferents en cada retrat encara que en els tres porta la banda blava de l'Ordre de la Jarretera.

Es creu que Van Dyck va poder estar influenciat per l'obra del pintor venecià Lorenzo Lotto, "Goldsmith vist des de tres posicions" de 1530 i que en aquella època formava part de les Col·leccions Reals. També, d'altra banda, el retrat de Van Dyck possiblement va influir en el "Retrat triple del Cardenal de Richelieu" de Philippe de Champaigne i pintat uns pocs anys més tard, en 1640.

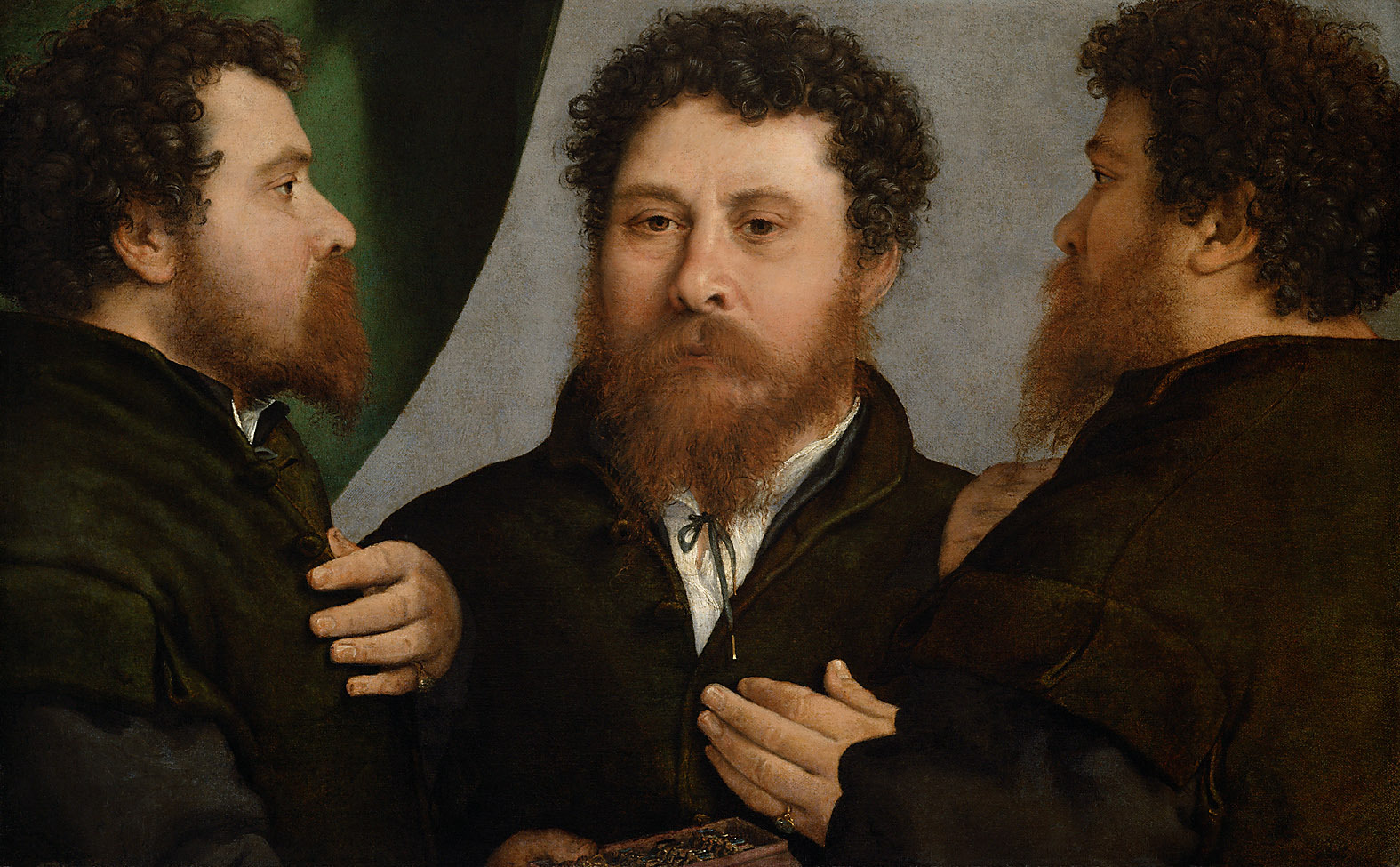
Goldsmith vist des de tres posicions, Lorenzo Lotto,1530, Museu d'Història de l'Art de Viena.
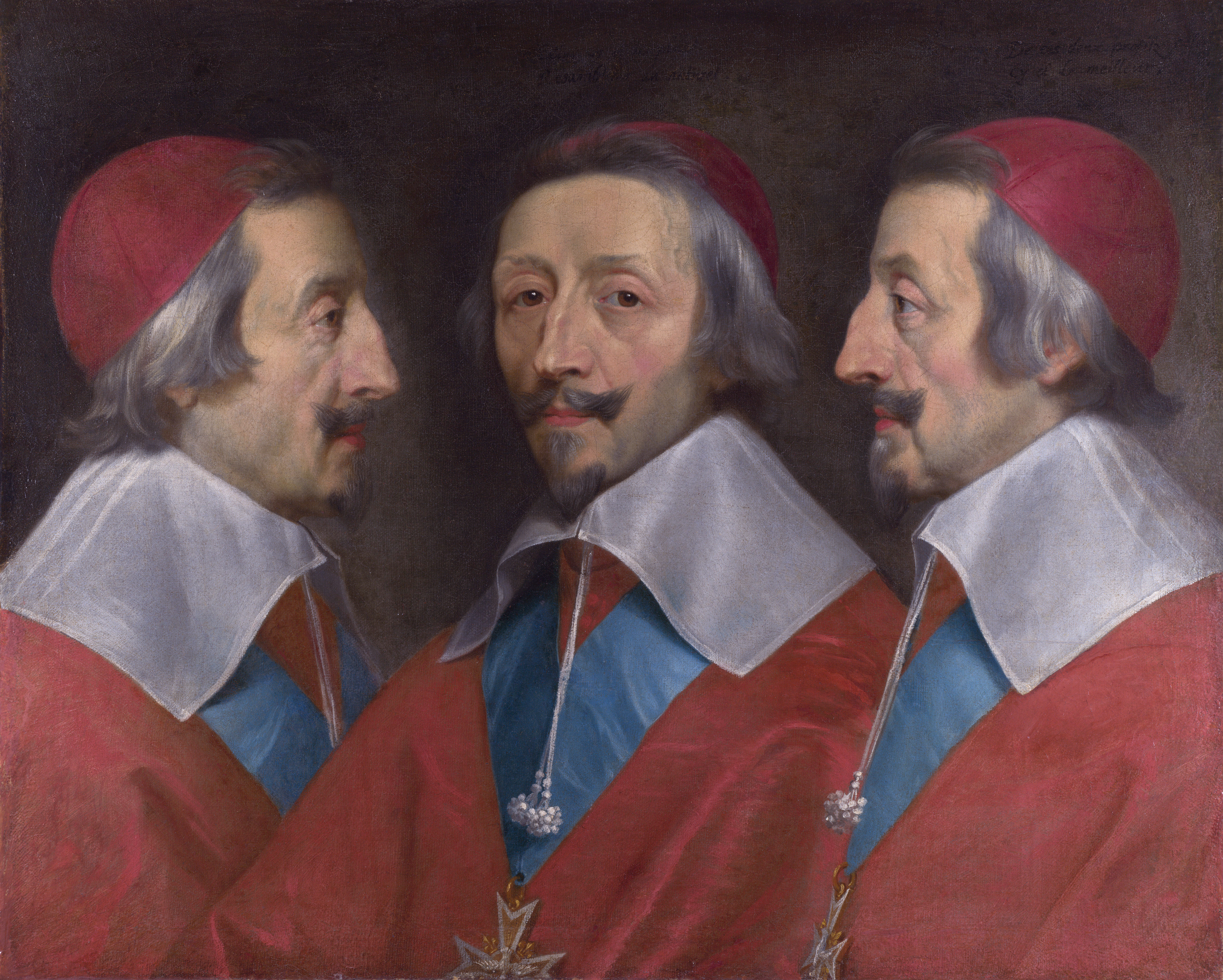
Triple retrat del Cardenal Richelieu, Philippe de Champaigne,1640, National Gallery, Londres.